# Blankeneser Segel-Club
Der Blankeneser Segel-Club (BSC) ist ein Segelverein mit Sitz in Hamburg-Blankenese. 2014 qualifizierte sich der Verein für die Zweite Segel-Bundesliga ab der Saison 2015.

## Geschichte

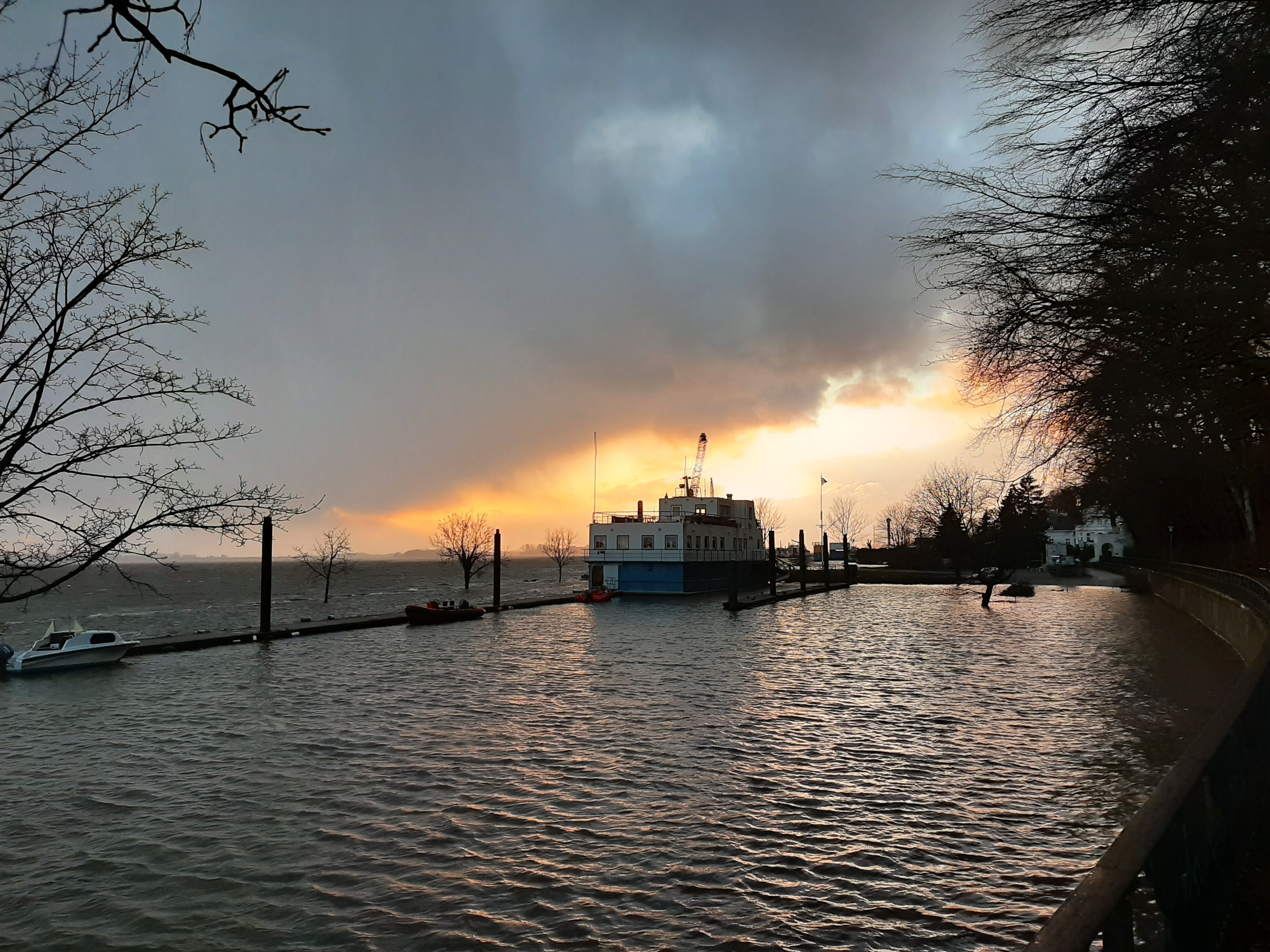
Der Jollenhafen Blankenese, im Hintergrund der Clubponton des BSC, bei winterlichem Hochwasser

Der Blankeneser Segel-Club wurde am 17. September 1898 gegründet. Er ist der älteste Segelverein mit direktem Sitz an der Elbe. Bereits im darauffolgenden Jahr wurde die erste Regatta „Rund um die Sände“ ausgetragen. Vorläufer des Vereins war ein „Jollen-Regatta-Comité“, das schon 1896 Wettfahrten auf der Elbe organisierte. Weil der Deutsche Segler-Verband (DSV) nur Mitgliedsvereine aufnahm, die Mietboote nicht zur Teilnahme an Regatten zuließen und die Mietboote bei der Blankeneser Badeanstalt noch eine wichtige Rolle bei Regatten auf der Elbe spielten, trat der BSC zunächst nicht dem DSV, sondern dem Deutschen Segler-Bund bei, der in der Tradition der Arbeiterschaft und des Kleinbürgertums stand; erst 1921, als mehr Segler aus anderen Heimatrevieren an den Regatten vor Blankenese teilnahmen und die Mietboote eine geringere  Rolle spielten, trat der BSC dem DSV bei. 1909 erschien zum ersten Mal die Clubzeitung unter dem Titel Der Elbspiegel.
| Jahr      | 1. Vorsitzender  |
| --------- | ---------------- |
| 1898–1900 | John Wichhorst   |
| 1900–1914 | Hans Breckwoldt  |
| 1914–1934 | Willy Jürgens    |
| 1934–1945 | Fritz Rahloff    |
| 1945–1962 | Theodor Tetzen   |
| 1962–1970 | Jürgen Imbeck    |
| 1970–1979 | Günther Hecht    |
| 1979–2001 | Horst Satz       |
| 2001–2021 | Dieter Tetzen    |
| 2021–2025 | Torsten Satz     |
| seit 2025 | Jakob Winkelmann |

Für die am 1. November 1913 beschlossene Jugendabteilung wurden mit Beginn des Jahres 1914 die ersten Mitglieder aufgenommen. Diese ist heute nach der des Kieler Yacht-Clubs die zweitälteste Jugendabteilung eines Segelvereins in Deutschland. 1919 wurde eine Mädchen-Ruderabteilung gegründet; 1920 durften Jungen und Mädchen gleichberechtigt an einer ersten „Segel-Wettfahrt der Jugend-Abteilung um die Sände von Blankenese“ teilnehmen, während in anderen Segelvereinen Frauen noch die Teilnahme am Vereinsleben verwehrt blieb.
Nach der Machtergreifung der Nationalsozialisten wurde der Verein gleichgeschaltet; das NSDAP-Mitglied Hermann Fritz Rahloff wurde 1934 zum „Führer“ des BSC gewählt. Zugleich wurde den nunmehr ehemaligen Vorstandsmitgliedern die Ehrenmitgliedschaft verliehen.
1968 wurde ein kleiner Yachthafen mit schwimmendem Clubgebäude an der Elbe errichtet. 1989 wurde dieses durch einen neuen Clubponton ersetzt. 2015 hatte der Verein 841 Mitglieder; bis 2021 erhöhte sich die Anzahl der Mitglieder auf mehr als 950; im Januar 2024 hatte der Verein 973 Mitglieder.

## Sportliche Erfolge

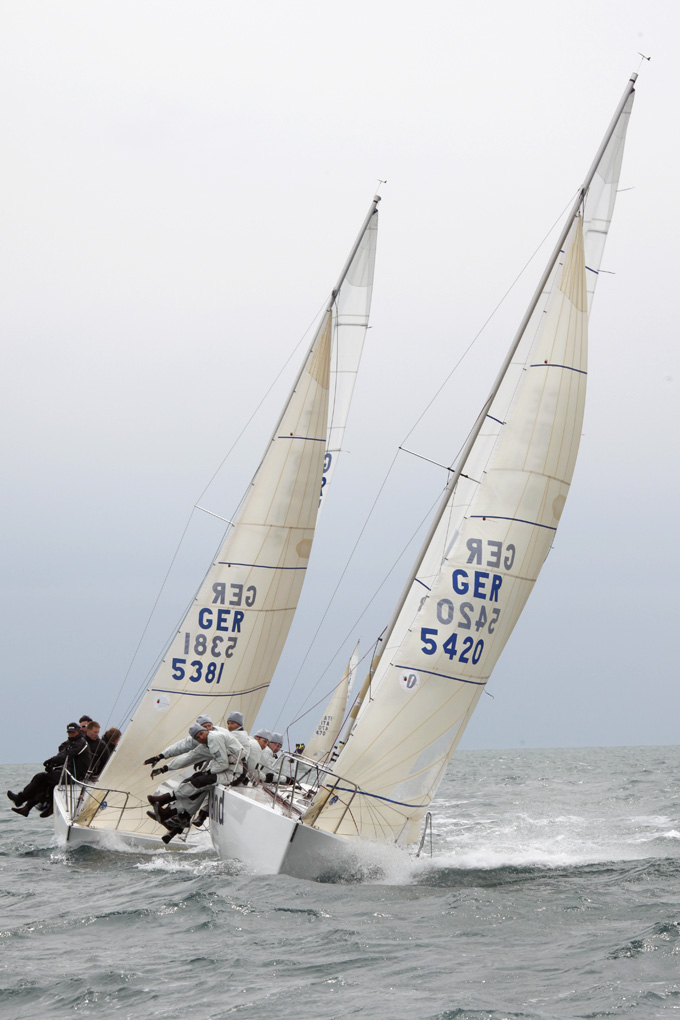
Die BSC-J/24s Max Bahr und Manroland bei der Trofeo Accademia Navale 2011

Von 1964 bis 1967 umsegelten Elga und Ernst-Jürgen Koch mit der Kairos die Welt. Bei den olympischen Regatten 1968 vor Acapulco wurde Rudolf „Rudi“ Harmstorf mit seinem 5,5er Sünnschien VII Vierter. 1988 wurde Thomas Schmid in der Finn-Klasse Weltmeister. Die Olympischen Spiele in Seoul desselben Jahres beendete er auf dem sechsten Platz. 1997 nahm die J/24 GRiPS an der Weltmeisterschaft in Buenos Aires teil. 2003 beendeten die Yachten Elan und Mamelie auf den Plätzen sechs beziehungsweise sieben die DaimlerChrysler North Atlantic Challenge. 2013 wurde Claas Lehmann in der 505er-Klasse Weltmeister.
2015 wurde die J/35 Chosi VI mit Michael Wunderlich bestes deutsches Boot beim Fastnet Race.

## Segel-Bundesliga
Nach einem erfolglosen Qualifikationsversuch für die Saison 2014 der Zweiten Segel-Bundesliga qualifizierte sich das Team des Blankeneser Segel-Clubs um Claas Lehmann Ende des Jahres 2014 mit einem Sieg in der Qualifikationsregatta vor Glücksburg erfolgreich für die Saison 2015 der Zweiten Segel-Bundesliga.
Die Saison 2015 beendete der Blankeneser Segel-Club mit einem sechsten Platz in der Tabelle der Zweiten Segel-Bundesliga. Damit qualifizierte sich der BSC für die Relegationsregatta zwischen der Ersten und der Zweiten Segel-Bundesliga im April 2016 vor Starnberg, konnte sich allerdings mit einem fünften Platz in der Relegation keinen Aufstieg erkämpfen.
Die Saison 2017 in der Zweiten Liga beendete der BSC daraufhin auf einen Aufstiegsplatz, die Saison 2018 in der Ersten Liga auf einem Abstiegsplatz und die Saison 2019 in der Zweiten Liga wieder auf einem Aufstiegsplatz.

## Regatten und sonstige Veranstaltungen
Der Blankeneser Segel-Club richtet regionale, nationale und zum Teil kontinentale Regatten aus, darunter den Laser-Pfahlewer-Cup, den Hamburger Senatspreis, den Störtebeker Opti-Cup und die Letzten Helden. Außerdem ist der BSC etwa jährlich Ausrichter einer nationalen oder kontinentalen Meisterschaft. So fanden 2010 der Sharpie-Europa-Cup und 2012 die Internationale Deutsche Jugend-Meisterschaft der 420er-Klasse vor Blankenese statt. 2016 richtete der BSC gemeinsam mit dem Wassersportclub Helgoland die Internationale Deutsche Jüngsten-Meisterschaft der Optimisten-Klasse im Rahmen der Helgoländer Opti-Wochen aus.
Darüber hinaus veranstaltet der Verein im Winter die Vortragsreihe „Blankeneser HochSeeSegler“.